# Historia (tijdschrift)
Historia is een internationaal tijdschrift dat in Nederland wordt uitgegeven door VIPMEDIA. De artikelen zijn geschreven door historici en wetenschapsjournalisten, en behandelen populaire geschiedkunde, aldus mededelingen van het tijdschrift.
Het tijdschrift verschijnt in België, Denemarken, Estland, Finland, Letland, Litouwen, Nederland, Noorwegen, Slovenië en Zweden. Jaarlijks verschenen negen nummers, sinds 2022 is dit aantal verhoogd naar twaalf nummers per jaar. De hoofdredactie is gevestigd in Kopenhagen, de uitgeverij is volgens de eigen website, Bonnier Publications International AS, gevestigd in Kolbotn, Noorwegen. Uitgever is in Nederland VIPMEDIA Publishing & Services.

## Oplage Nederlandse editie
- 2016: 32.241
- 2017: 31.736[1]